# بروکن (کوه)
بروکن (آلمانی: Brocken) بلندترین نقطه هارتس و بلندترین نقطه شمال آلمان است که نزدیک شیرکه در ایالت زاکسن-آنهالت آلمان و بین رودهای وزر و رود البه است. با اینکه ارتفاع ۱٬۱۳۱ متری آن پایینتر از آلپ است اما خرداقلیم آن بیشتر به کوه‌هایی با ارتفاع حدود ۲٬۰۰۰ متر شباهت دارد. قله آن بالای خط رویش درختان در بین سپتامبر تا مه از برف پوشیده است. میانگین دمای آن در کل سال ۲.۹ درجه سانتیگراد است. در شرق این کوه تا رشته‌کوه اورال در روسیه هیچ کوهی به این بلندی وجود ندارد.
بروکن همواره نقش بزرگی در افسانه‌ها بازی کرده‌است و با افسونگری‌ و شیاطیان مرتبط بوده است. یوهان ولفگانگ فون گوته در اثر مشهورش فاوست گوته به این کوه اشاره کرده‌است.